# MC El Eulma
Mouloudia Club d’El Eulma, kurz MC El Eulma oder auch nur MCEE bzw. oft auch unter dem Spitznamen El Babia erwähnt, ist ein algerischer Fußballverein aus El Eulma, der zweitgrößten Stadt in der Provinz Sétif. Der Verein spielt derzeit in der algerischen Ligue Professionelle 2 und nahm 2015 an der CAF Champions League teil.

## Vereinsgeschichte

### Gründungshistorie (1936–1962)
Der Verein wurde 1936 unter dem Namen Defense Saint-Arnaud gegründet.
Bereits 1942 gründeten einige Sportsfreunde ein weiteres Team mit dem Namen L’Olympique Musulmane de Saint-Arnaud (OSMA), ehe sich der Verein 1948 spaltete und sich ein Ableger der Mannschaft unter dem Namen Widad Saint-Arnaud formierte.
Im Jahre 1950 schlossen sich die Vereine schließlich zu MC Saint-Arnaud zusammen.
Nachdem die Sportbegeisterten im heutigen El Eulma 1954 bereits zur fünften Spielgemeinschaft Union Saint-Arnaud fusioniert waren, musste sich der Verein, im Zuge des Algerienkrieges und vermehrter Abwanderung von Spielern nach Sétif, auflösen.
Fünf Jahre später, 1959 gründete eine Gruppe unter der Leitung von Abdallah Qasimy erneut einen Fußballverein unter dem Namen l'Etoile Filante de St. Arnaud (EFSA), der den französischen Besatzern weitestgehend freundlich gesinnt war, was zur Etablierung des Vereins verhalf.
1960 folgte die Umbenennung in Rapide Club Saint-Arnaud (RCSA).

### Nach der Unabhängigkeit (1962–1999)
Nach der Unabhängigkeit Algeriens 1962 benannte man den Verein wieder nach seinem alten Namen MC Saint-Arnaud, der daraufhin in einigen regionalen Ligen Ost-Algeriens aktiv war, wo man vermehrt Derbys gegen ES Sétif, USM Sétif, CS Constantine und MO Constantine austrug. Nur kurze Zeit später erhielt der Verein durch die Umbenennung von Saint-Arnaud in El Eulma mit MC El Eulma seinen endgültigen Vereinsnamen. Mit Amar Rouaï, einem Nationalspieler und später in Frankreich bei SCO Angers aktiven Mittelfeldspieler, hatte der Verein eine zentrale Leitfigur.
Einen ersten großen Erfolg konnte man in der Saison 1966/67 durch das Erreichen des Juniorenpokalfinales erzielen, in dem man MSP Batna allerdings unterlag.
In den Spielzeiten 1972/73 und 1973/74 verpasste die Mannschaft nur knapp den Aufstieg in die höchste Spielklasse Algeriens.
Nach dem Tod des aus El Eulma stammenden Politikers Messaoud Zougar im Jahr 1987 wurde das Stade Municipal in Stade Messaoud Zougar umbenannt.
Bedingt durch finanzielle und infrastrukturelle Schwierigkeiten spielte der Verein in den 80er- und 90er-Jahren eher eine Nebenrolle im algerischen Fußball, so dass man zwischen Zweit- und Drittklassigkeit pendelte.

### Sportlicher Aufstieg (2001 bis 2015)
Erst zur Saison 2001/02 gelang der Wiederaufstieg in die zweite Liga, wo man sich in den folgenden Jahren etablieren konnte.
Schließlich konnte man im Juni 2008 den Gewinn der algerischen Zweitligameisterschaft feiern, so dass der MC El Eulma zur Saison 2008/09 erstmals in der Vereinsgeschichte erstklassig spielte. So konnte man in dieser Saison prompt einen einstelligen Tabellenplatz (8.) erreichen.
Nachdem man in den darauffolgenden zwei Jahren jeweils nur knapp dem Abstieg entging, stabilisierte sich das Team zwischen 2011 und 2013 wieder.
Seit Mitte der 2000er-Jahre erwies sich El Eulma als Karrieresprungbrett für einige spätere A-Nationalspieler, wie Abdelmoumene Djabou, Amir Karaoui oder Ahmed Gasmi.
Den größten Erfolg der Vereinsgeschichte erzielte man mit dem Erreichen des vierten Tabellenplatzes in der Saison 2013/14, durch den man, auf Grund der Disqualifikation von JS Kabylie erstmals berechtigt war 2015 an der CAF Champions League teilzunehmen.
Mit der Nominierung von Ibrahim Chenihi im Oktober 2014 stellte der Verein seit den 60er-Jahren erstmals wieder einen algerischen A-Nationalspieler, welcher schließlich am 26. März 2015 in einem Testspiel gegen Katar debütierte.
In der Champions League konnte der MC El Eulma am 3. Mai 2015 durch einen 7:6-Sieg im Elfmeterschießen gegen den Finalisten von 2006, CS Sfax, aus Tunesien den Einzug in die Gruppenphase und damit Runde der letzten Acht erreichen.
Trotz der erfolgreichen internationalen Auftritte verlor der Verein im Ligaspielbetrieb zunehmend an Konstanz. Neben dem mit 40 Toren erfolgreichsten Angriff der Liga stellte man mit Walid Derrardja außerdem den Torschützenkönig. Zudem erreichte man einen 3:0-Erfolg über ASM Oran am letzten Spieltag der Saison 2014/15, was allerdings nicht ausreichte, um den Abstieg noch zu vermeiden. Nachdem man die Spielzeit folglich auf dem 14. Rang beendete, legten Vereinspräsident Arras Herada und Trainer Jules Accorsi daraufhin ihr Amt nieder.
Der Spielort von MC El Eulma ist das Stade Messaoud Zougar, das 25.000 Zuschauern Platz bietet.

## Erfolge
- Meister der Zweiten Algerischen Liga 2007/08
- Erreichen der CAF-Champions-League-Gruppenphase 2015

## Statistik in den CAF-Wettbewerben
| Wettbewerb                | Runde         | Gegner               | Hinspiel | Rückspiel          |  |
| ------------------------- | ------------- | -------------------- | -------- | ------------------ |  |
|                           |               |                      |          |                    |  |
| CAF Champions League 2015 | Qualifikation | Saint-George SA      | 1:0 (H)  | 1:2 (A)            |  |
|                           | 1. Runde      | Asante Kotoko        | 0:0 (H)  | 2:1 (A)            |  |
|                           | 2. Runde      | CS Sfaxien           | 1:0 (H)  | 0:1 (A) / Pen: 7:6 |  |
|                           | Gruppe B      | Al-Merreikh Omdurman | 0:2 (A)  | 2:3 (H)            |  |
|                           | Gruppe B      | ES Sétif             | 0:1 (H)  | 2:2 (A)            |  |
|                           | Gruppe B      | USM Algier           | 1:2 (A)  | 0:1 (H)            |  |